# Astrup (Mariagerfjord)
Astrup is een plaats in de Deense regio Noord-Jutland, gemeente Mariagerfjord. De plaats ligt enkele kilometers ten oosten van Arden. De Deense wegen 535 en 519 gaan door het dorp heen.